# Sračja dolina
Sračja dolina je zgornji predel doline Črnušnjice, ki se razteza v smeri severozahod–jugovzhod na gričevantem območju Rašice od vasi Rašica pod istoimenskih vrhom do Starih Črnuč, kjer se odpre na Ljubljansko polje. Spodnji, poseljeni predel doline Črnušnjice se imenuje Črnuška gmajna ali Gmajna.
Sračja dolina predstavlja rekreacijsko območje Črnuč in območje izraženih naravnih vrednosti, zato je tudi z zakonom zavarovana in ima status naravne vrednote in območja Natura 2000.

## Ime
Predel, ki ga danes označujemo kot začetek Sračje doline, je lokalno poimenovan z ledinskima imenoma Pečale in Laz (izgovorjeno v lokalnem govoru kot Was) in se je se je zato za dolino uporabljalo tudi ime V Pečalah. Današnje ime se je prijelo v 70-letih, ko so dolino tako poimenovali taborniki Rodu Bičkove skale, Ljubljana Bežigrad.

## Geologija
Dolina Črnušnjice je nastala ob pokritem Polšniškem prelomu ter je na severovzhodu in jugozahodu obdana z gričevnatim svetom Rašice, od koder Črnušnjica odvaja vode. Med kamninami prevladuje skrilavec, nižja področja doline pa zaznamujejo plasti gline, ki so nastala v pleistocenu z močnim mehanskim preperevanjem skrilavega glinavca, soliflukcijo in akumulacijskimi procesi. Tam je verjetno v geološki preteklosti Sava s prodom zajezila dolino, tako da je na področju Črnuške gmajne verjetno nastalo jezero in pozneje močvirje.
Dolina je danes bogato prepletena z omrežjem potokov, ki se stekajo v Črnušnjico, ob katerih so na peščenih in glinenih naplavinah nastali mokrotni predeli z bogato floro.

## Naravne vrednote
Leta 2000 je bila na 155 ha veliki površini popisana favna (vrbnice, mladoletnice, kačji pastirji, metulji, dvoživke in ptiči) ter vegetacija in izdelana ocena naravovarstvene vrednosti območja. Sračja dolina se je pokazala kot pomemben življenjski prostor redkim in ogroženim živalskim in rastlinskim vrstam. Evidentirano je bilo 29 predvsem močvirnatih in mokrotnih habitatov, ki dajejo dom 272 vrstam in podvrstam praprotnic in semenk, 45 vrstam ptic, 8 vrstam dvoživk, 53 vrstam dnevnih metuljev in6 vrstam kačjih pastirjev. Sračjo dolino ogrožajo neprimerni posegi v vodni prostor in pretirana rekreativna dejavnost. Sračja dolina je predvidena za vključitev v načrtovani krajinski park Rašica Dobeno.

## Živalstvo
- SESALCI: poljski zajec (Lepus europaeus), veverica (Sciurus vulgaris), več vrst miši in drugi manjši glodalci, kuna belica (Martes foina), kuna zlatica (Martes martes), velika podlasica (Mustela erminea), mala podlasica (Mustela nivalis), lisica (Vulpes vulpes), divja svinja (Sus scrofa), srna (Capreolus capreolus), rjavoprsi jež (Erinaceus europaeus), rovke in drugi žužkojedi.
- DVOŽIVKE: navadni močerad, mali pupek, navadna krastača, rosnica, zelena žaba, sekulja, zelena rega, hribski urh.
- PLAZILCI: slepec, belouška, martinček, zelenec, navadni gad.
- PTICE: siva čaplja, skobec, kanja, postovka, grivar, turška grlica, kukavica, lesna sova, podhujka, črni hudournik, črna žolna, zelena žolna, veliki detel, kmečka lastovka, mestna lastovka, drevesna cipa, bela pastirica, siva pastirica, stržek, taščica, šmarnica, kos, cikovt, carar, črnoglavka, rumenoglavi kraljiček, vrbji kovaček, sivi muhar, dolgorepka, močvirska sinica, rumeni strnad, kalin, zelenec, ščinkavec, škorec, siva vrana, šoja, rjavi srakoper, kobilar, kratkoprsti plezalček, brglez, velika sinica, plavček, menišček, čopasta sinica.

## Rastlinstvo
- LESNATE RASTLINE: črna jelša, bukev, smreka, rdeči bor, kostanj, hrast dob, hrast graden, črni topol, trepetlika, beli gaber, čremsa, krhlika, vrba, jelka, gorski javor, robida, jerebika, leska, rožmarinolistna vrba.
- ZELIŠČNE RASTLINE: V Sračji dolini najdemo površine, ki so v večjem obsegu poraščene s :Magnocaricion, klobčasto ločje (Juncus conglomeratus L.), orlova praprot (Pteridium aqulinum), šotni mah (Sphagnetum), širokolistni munec (Eriophorum latifolium H.).

Tem rastlinam se v manjšem obsegu pridružujejo božja milost (Gratiola officinalis), modra stožka, dvodomni šaš, proseni šaš, gozdni sitec, travniška izjevka, močvirski osta, mehki osat, travniška penuša, bodičnati šaš, brestovolistni oslad, navadna krvenka, kukavičja lučca, kranjski glavinec in druge.
Na nekošenih površinah, ki so bogate s talno vodo uspevajo: predalpski šaš, ostroluski šaš, mehurjasti šaš.
Za Sračjo dolino je pomemben tudi danes že redek šotni mah. Tu ga najdemo na dveh nahajališčih, kjer rastejo: navadni mrzličnik, ozkolistni munec, dlakava mahovnica, bela kljunka, ostrocvetno ločje, modra stožka, srčna moč, jesenska vresa. 
V nižjem delu doline najdemo kisloljubne gozdove kjer rastejo: navadna podborka, rušnata masnica, navadni lusnec in druge.
V dolini je kar nekaj gojenih travnikov. V glavnem gre za ekstenzivne travnike, na katerih je vrstna sestava bogatejša kot na maloštevilnih intenzivno gojenih travnikih. Tu se poleg vrst gojenih travnikov redno pojavljajo tudi vrste, ki kažejo na ekstenzivno rabo. Take so: poljska bekica (Luzula campestris), pomladanski šaš (Carexcaryophyllea), navadni bedrenec (Pimpinella saxifraga). Na intenzivnih travnikih prevladajo naslednje vrste: visoka pahovka (Arrhenatherum elatius), ripeča zlatica (Ranunculus acris), navadni rman (Achillea millefolium), travniška detelja (Trifoliumpratense), navadni rebrinec (Pastinaca sativa) in njivsko grabljišče (Knautia arvensis). 
V Sračji dolini je, zaradi številnih posegov, kot so poseke, izkopi, nasutja, razritja,prisotnih nekaj ruderalnih vrst: orjaška zlata rozga (Solidago gigantea), vejicatirogovil􀃾ek (Galinsoga ciliata), navadni potrošnik (Cichorium intybus), enoletnasuholetnica (Erigeron annuus), tridelni mrka􀃾 (Bidens tripartita), pripotna lo􀃾ika(Lactuca seriola), navadno proso (Panicum miliaceum). Te vrste so bile opaženepredvsem na gozdnem robu ob kolovozih, in na mestih posegov.

## Habitatni tipi
- Mešan kisloljuben bukov gozd Predstavlja na obravnavanem območju klimaksno vegetacijo. Med drevesnimi vrstami prevladuje bukev (Fagus sylvatica), redno pa sta primešana tudi pravi kostanj(Castanea sativa) in smreka (Picea abies), ki imata lahko lokalno večjo pokrovnost.
- Močvirni gozd črne jelše in močvirni gozd črne jelše s šaši v podrasti (Alnetum glutinosae, Carici-Alnetum)
- Potok Črnušnjica s pritoki
- Mokrotni in močvirni sestoji Mokroten travnik s širokolistnim muncem (Eriophorum latifolium), združbe visokih šašev (Magnocaricion), povirno območje z ločjem (Juncus conglomeratus) in manjšepovršine s šotnim mahom (Sphagnetum).
- Kisloljuben gozd rdečega bora (Myrtillo-Pinetum) Redki gozdni sestoji rdečega bora z borovnico v podrasti, razviti na pobočjih, ki so bila v preteklosti verjetno izsekana.
- Močvirni grmiščni sestoji vrb in/ali črne jelše, ter površine, ki se s temivrstami zaraščajo
- Mokrotni negnojeni travniki (Molinion caeruleae). To so zelo ekstenzivno izkoriščani travniki, ki jih ne gnojijo, le kosijo enkrat letno v poznem poletju. Vegetacija reda Molinion je uvrščena na seznam Direktive Sveta Evrope o varstvu habitatov, favne in flore (Council Directive 92/43/EEC - 1992).

- Črnušnjica v Sračji dolini
- Šotno barje v Sračji dolini
- Potočni rak v Črnušnjici
- Race v Črnušnjici v dolini
- Črnušnjica v manj okrnjenem delu Sračje doline
- Sračja dolina s Črnušnjico
- Močvirje

## Problematika
Od kar je bila Sračja dolina razglašena za naravno vrednoto je bilo v njej storjenih mnogo nedovoljenih posegov, ki škodujejo naravni pestrosti ter habitatni vlogi tega prostora. V zadnjih letih je največ prahu dvignila nedovoljena postavitev prostora za piknik. Lastnik enega izmed zemljišč je postavil indijansko vas, ki bi naj služila temu namenu. Poleg tega je bilo na istem zemljišču storjenih še mnogo nedovoljenih posegov, kot so zemeljski izkopi, snovanje ribnika, golosek, sadnja alohtonih rastlinskih vrst.
V zadnjih desetletjih je bilo v dolini uničenih tudi mnogo mokrotnih travnikov, posegi v strugo potoka Črnušnjica ter izsekani jelševi gozdovi.
Velik problem je tudi onesneževanje mokrotnih travnikov z gnojili. S tem izginejo določene rastline, ki so pomembne za to območje, pojavi pa se tudi onesnaženje voda.
Pritisk na okolje prihaja tudi zaradi bližnjega naselja in predvsem mesta, kjer je velika koncentracija prebivalstva. Zaradi tega prihaja do množičnega obiska ljudi na to območje. Pojavlja se onesnaževanje z odpadki, ki jih odmetavajo obiskovalci.